# AnniKa von Trier

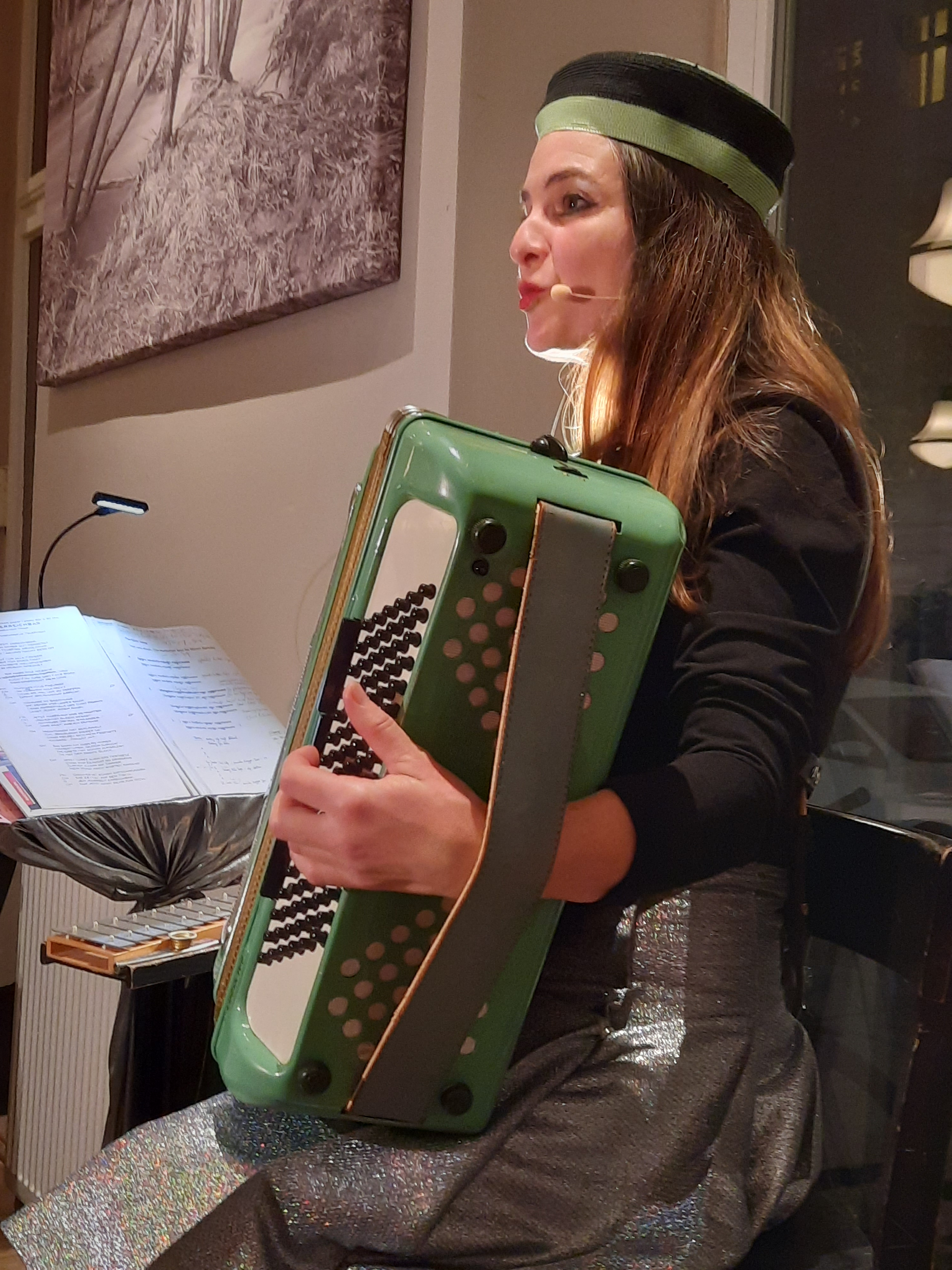
AnniKa von Trier 2022

AnniKa von Trier, bürgerlicher Name Annika Krump (geboren am 2. Juni 1970 in Trier) ist eine deutsche Performancekünstlerin, Liedermacherin, Akkordeonistin, Geräuschemacherin und Buchautorin. Ab 1993 war sie unter den Namen Palma Kunkel – die singende Tellermiene, Die Handtaschenträgerin und Mademoiselle Papillon aufgetreten. Seit 2014 tritt sie als Sängerin und Performancekünstlerin unter dem Namen AnniKa von Trier auf.

## Leben
1987 lernte AnniKa von Trier bei einem Straßentheaterpraktikum bei der Schweizer Gruppe Karl’s kühne Gassenschau die Grundlagen des Seiltanzes. 1990 war sie Gaststudentin für Malerei an der Ecole des Beaux Arts in Clermont-Ferrand. Ausstellungsbeteiligung bei Steelopolis, einem internationalen Projekt der Universität der Künste (HDK/UDK) in der Völklinger Hütte. 1991 zog sie nach Berlin. Dort absolvierte sie ein Grundstudium der Neueren deutschen Literatur an der Freien Universität Berlin. Durch eine Regiehospitanz bei Frank Castorfs Stück Rheinische Rebellen kam von Trier an die Volksbühne am Rosa-Luxemburg-Platz und arbeitete dort von 1992 bis 1995 als Dramaturgie- und Regieassistentin in Produktionen von Christoph Marthaler, Christoph Schlingensief, Johann Kresnik und Herbert Fritsch. Im Roten Salon war sie für die Literarischen Veranstaltungen des Nachtcafé verantwortlich. Nachdem sie ein Akkordeon auf einer Ostberliner Straße gefunden hatte, widmete sie sich diesem Instrument.
Von Trier hatte Performances mit Eigenproduktionen in Deutschland (Volksbühne Berlin, Staatstheater Wiesbaden, Berliner Ensemble, Internationales Literaturfestival Berlin, Hamburger Kammerspiele, Staatstheater Cottbus, Unterhaus Mainz u. v. a.), Österreich (ORF Radiokulturhaus, Internationales Akkordeonfestival Wien, Rote Bar, Konzerthaus Wien, Mozartsaal, Österreichische Galerie Belvedere), Schweiz (Zürcher Theaterspektakel), Luxemburg, Holland, Italien (Absolute Poetry Festival Monfalcone), Türkei (Idans-Festival), Indien, Australien (Adelaide Cabaret Festival) und den USA (Deutsches Haus der New York University, Gotham Comedy Club, P.S.122, Goethe-Institut).
Sie war Künstlerin des Cirque du Soleil, des Chamäleon (Varieté) in Berlin und des Friedrichsbau Varieté in Stuttgart und hat als Dramaturgin, Komponistin, Songtexterin, Bühnenmusikerin und Geräuschemacherin (Hollywood on air, Konzerthaus Wien und Zentrum für Medienkunst (ZKM) Karlsruhe) in Theaterproduktionen gearbeitet. Seit 1995 führt sie regelmäßige Salons, in denen sie andere Künstler vorstellt.

## Veröffentlichungen

### Konzertprogramme
- 1993 Schlager Fatal Premiere Zosch Berlin
- 1994 Schlageranfall Premiere Unart Berlin
- 1995 Sackgassenhauer Premiere Volksbühne am Rosa-Luxemburg-Platz/Roter Salon Berlin
- 1996 Fataler Schlageranfall Premiere Unart Berlin
- 1996 Schneck-Schnack mit der Band Stalker Premiere Volksbühne Praterspektakel
- 1999 Pardauz! Pardauz! mit der Band Die Nachtschelme – Gefördert vom Fonds Darstellende Künste
- 2000 Früher war ich Existentialistin, heute bin ich Handtaschenträgerin mit Pianist Joachim Kuntzsch Premiere Hamburger Kammerspiele Regie Beate Thalberg
- 2002 Lalu mit Florian Grupp (Komposition) Premiere Stilles Museum Berlin
- 2005 Die Mondschnuppe Traumtexte mit Trompeter Michael Gross (Komposition) Premiere Absolute Poetry Festival Monfalcone, Italien
- 2006 Palma Kunkel singt Morgensterns Galgenlieder – mit Jojo Büld Englische Premiere Adelaide Cabaret Festival, Australien
- 2007 Accordéon Premiere ORF Radiokulturhaus Wien, Österreich
- 2008 Auf den Händen wanderst Du. Duo mit Akkordeonist Otto Lechner Internationales Akkordeonfestival Wien, Österreich
- 2012 In 80 Minuten um die Welt – Liebeslieder in 17 Sprachen Premiere ORF Radiokulturhaus Wien, Österreich
- 2012 Berlin ist eine Frau – Berliner Lieder von 1912–2012 Premiere Deutsches Haus New York University, USA
- 2014 Englische Premiere der Urbanen Lieder im Gotham Comedy Club in New York auf Einladung des German Forum, USA
- 2015 In 80 Minuten um die Welt – Liebeslieder in 17 Sprachen. Premiere Duo mit Perkussionist Rudi Marhold
- 2015 Berlin es ist Zeit! Internationales Akkordeonfestival Wien, Österreich
- 2016 Gerade jetzt! Urbane Lieder (Autorin/Komponistin) Premiere Panoramabar Berlin
- 2016 #Diptam #Dada #Digitalis oder Ich will mein Löwenmäulchen nicht halten Premiere im Garten von Hannah Höch in Berlin-Heiligensee
- 2017 #Diptam #Dada #Digitalis oder Ich will mein Löwenmäulchen nicht halten Camaro-Haus Berlin, VdBK
- 2018 Salon mit MarXperten Theatralischer Konzertabend mit illustren Gästen von AnniKa von Trier und Suse Wächter (Puppenanimation). Premiere Mosel Musikfestival (Kasino Trier), 200. Geburtstag Karl Marx
- 2020 Salon mit Experten Eine politische Musikrevue von AnniKa von Trier mit Suse Wächter (Puppenanimation) und Matthias Trippner (Schlagzeug). Premiere (Neuauflage) ufaFabrik Berlin, Kabinetttheater Wien
- 2021 Brandenburger Brief – Bettine von Arnim an Achim von Arnim − Lesetour mit Musik durch die Uckermark. Gefördert vom Landkreis Uckermark.
- 2022 Gerade jetzt! Urbane Lieder (Autorin/Komponistin) bei der Hörgala des Hessischen Rundfunks im Staatstheater Wiesbaden
- 2023 Gerade jetzt! Vol. 2 ufa Fabrik Berlin & Sommerhaus von Albert Einstein in Caputh auf Einladung des Einstein Forums Potsdam
- 2024  #Diptam #Dada #Digitalis oder Ich will mein Löwenmäulchen nicht halten - Akademie der Künste - Sommerhaus von John Heartfield in Waldsieversdorf
- 2024 Gerade jetzt! Vol. 3  ufa Fabrik Berlin

### Salongastgeberin
- 1995–1996 Grüner-Mittwochs-Salon in der Volksbühne am Rosa-Luxemburg-Platz Berlin. Wöchentlicher Salon mit wechselnden «Zwischenfällen», u. a. mit Popette Betancor, Cora Frost, Marcus Jeroch, Hans-Hermann Thielke.
- 2011–2013 Salon Papillon in der Sevenstar Gallery in Berlin-Mitte. Monatlicher Salon mit wechselnden «Eintagskünstlern» u. a. mit Nicole Renaud, Corinne Douarre, Tobias Morgenstern, Sonny Thet
- 2018 Salon mit MarXperten II – Gast Gregor Gysi Kulturgiesserei Saarburg Veranstalter Mosel Musikfestival
- 2014–2020 Geheimclub im Untergrundmuseum Berlin-Mitte. Monatlicher Salon mit wechselnden „Eintagskünstlern“

Zu Gast waren u. a. Tanja Dückers (Autorin), Volker Koepp (Filmemacher), Maurice Maggi (Floraler Anarchist), Mex Schlüpfer (Gesamtkunstwerk), Yvonne Kuschel (Zeichnerin & Autorin), Stefan Schwietert (Filmemacher), Johannes Jansen (Schriftsteller), Georg Kostron & sein Manager (Dada-Rockmusiker), Tina Bara (Foto- und Videokünstlerin), Matthias Friedrich Mücke (Grafiker & Buchkünstler), Peter Zach (Filmemacher), Bobo (Sängerin), Steve Binetti (Musiker), Beck (Cartoonist), Ginka Steinwachs (Schriftstellerin), Ulrich Bathmann (Polarforscher und Direktor des Leibniz Instituts für Ostseeforschung Warnemünde), Maxi Obexer (Theaterautorin), Danielle de Picciotto (Multimedialkünstlerin).

### Varieté und Circus
- 1995 Klassentreffen `95 Chamäleon-Varieté Berlin. Regie Karl-Heinz Helmschrot
- 1996 Palma Kunkel lädt ein... Varietéshow mit wechselnden Künstlern im Tränenpalast. Künstlerische Leitung Palma Kunkel
- 1997–1998 Salon Zazou Cirque du Soleil Hamburg, Monte Carlo. Regie Gilles Ste. Croix
- 1998 Mélange du Chamäleon Chamäleon-Varieté Berlin
- 1999 Hot Spots Chamäleon-Varieté Berlin
- 2001–2002 Piraten Roland-Fosch-Varieté Münster. Regie Hacki Ginda
- 2010 Morgensterne Friedrichsbau Varieté Stuttgart. Regie Ralph Sun

### Theaterproduktionen
- 2001 Die Kurve von Tankred Dorst. Tacheles Berlin. Regie Alexander May. Dramaturgie
- 2001 Love Pangs Theaterprojekt von Christoph Schlingensief. Volksbühne am Rosa-Luxemburg-Platz. Performance/Expertin
- 2003–2004 Der grüne Kakadu von Arthur Schnitzler. Theater an der Josefstadt Wien, Österreich. Regie David Mouchtar-Samurai. Bühnenmusik, Schauspiel
- 2006–2009 Dideldum nach Wilhelm Busch. Theatergruppe Meine Damen und Herren Hamburg. Musikalische Leitung, Komposition und Bühnenmusik
- 2008–2009 Traumgedusel Ernst-Deutsch-Theater Hamburg. Regie Martina Vermaaten. Musikalische Leitung, Komposition und Bühnenmusik
- 2009 Odyssee nach Homer. Festspiele Bad Hersfeld. Komposition und Bühnenmusik
- 2009 Fünf im gleichen Kleid von Alan Ball. Landestheater Tübingen. Regie Alexander Keil. Songtexte
- 2011 Berlin now mit Felicitas Madl. Inszenierung Uwe Mengel. Premiere Gotham Comedy Club (German Forum) New York, USA
- 2015 Herzzentrum Theaterprojekt von Navid Kermani und Carl Hegemann in der Volksbühne am Rosa-Luxemburg-Platz Berlin. Performance
- 2017 Ich habe nie etwas unternommen, das nicht ein Muss in mir gewesen wäre (Bettine von Arnim). Hörstationen für Buchsbaum- und Agavenbewohner. Künstlerhaus Schloss Wiepersdorf. Realisation AnniKa von Trier (Idee, Konzept, Dramaturgie, Text, Sprecherin) und Demian Bern (Gestaltung und Umsetzung).
- 2017 Die Wendeltreppe. Hollywood-on-Air. Live-Hörspiel im Wiener Konzerthaus (Mozartsaal). Idee, Text und Regie Regine Ahrem. Mit den Schauspielern Peter Matic, Rolf Palfrader, Chris Pichler und Dörte Lyssewski. Musik (Celesta) Andreas Fröschl. Geräuschemacherin und Theremin AnniKa von Trier.
- 2019 Der Mieter. Hollywood-on-Air. Live-Hörspiel nach einem Stummfilm von Alfred Hitchcock (GB 1927) im Wiener Konzerthaus (Mozartsaal) und im Zentrum für Kunst und Medien Karlsruhe zur ARD Hörspieltagung. Text und Regie Regine Ahrem. Mit den Schauspielern Gerd Wameling, Regina Lemnitz, Markus Meyer und Chris Pichler. Musik Felix Raffel. Geräuschemacherin AnniKa von Trier.

### Bücher
- 2015 Tagebuch einer Hospitantin – Berlin, Volksbühne 1992/93, Nachwort Carl Hegemann, Alexander Verlag Berlin 2015, ISBN 978-3-89581-355-9.
- 2016 Vivre à Berlin (Lyrikbeitrag, Anthologie), Edition Jardin d`essai Paris, Hg. C. Kahn, ISBN 978-2-911822-90-2.
- 2016 Nachtbus nach Mitte (Lyrikbeitrag, Anthologie) Verlag Berlin/Brandenburg, Hg. Martin Jankowski, ISBN 978-3-945256-55-8.
- 2017 Hannahs Garten der die dadaistin verwandelt alles in blumen. Kunstdruck von Annette Vogel. Vogelpresse www.annettevogel.de
- 2020 Brandenburger Brief – Bettine von Arnim an Achim von Arnim 1816, Nachwort Wolfgang Bunzel, Gestaltung Uwe Koch, AvT-Verlag Berlin 2020, ISBN 978-3-00-064590-7.
- 2021 LustWandeln – Rheinsberger Bogen Nr. 54, Eigenverlag des Kurt-Tucholsky-Literaturmuseum (Hg.)

### Texte
- Gastkolumne „Ick soll hier Optimismus machen“ in Mely Kiyaks Theaterkolumne Mai 2015[1]
- Tief aus der Dämmung, Ein stiller Portier – für Johannes Jansen zum 50. (Textbeitrag) Distillery Verlag Januar 2016[2]

### Hörfunk
- Feature „Die Kunst des Volkes oder die unsichtbaren Mitspieler der Volksbühne“ (Autorin), Kulturradio RBB & MDR 2014[3]
- Feature „Digital Bohème oder Mein Weg als Künstlerin“ (Autorin), SWR 2 Tandem 2016[4]
- Hörspiel „Wer WAGENITZ, der nichts gewinnt“ (Autorin, Komponistin, Musikerin, Sprecherin), RBB Kulturradio, Regie: Heike Tauch, Dramaturgie & Redaktion: Regine Ahrem mit Astrid Meyerfeldt, Lisa Hrdina, Valery Tscheplanowa und Inka Löwendorf. Ursendung: 10. Mai 2019. Nominiert für den Deutschen Hörspielpreis der ARD.
- Querköpfe „Der Querkopf. Porträt einer Radiostimme - Das letzte Interview mit Stephan Göritz“ (Autorin), Deutschlandfunk[5]

### Filme
- 2008 Glück. Palma Kunkel unterwegs. Idee, Regie, Spiel. Kamera Christiane Müller und Peter Zach. Ausstellungsbeteiligung „Glück - welches Glück“, Deutsches Hygiene-Museum Dresden, Kuratorin Claudia Banz
- 2022 Elfriede Gerstl. Eine unbekannte Größe oder nennen Sie mich wie Sie wollen. Idee, Regie, Schnitt (2009). Kamera Walter Reichl. Premiere am 11. Oktober im Österreichischen Kulturforum in Berlin

### Diskographie
- Palma Kunkel LALU, Galgenlieder, Komponist Florian Grupp, Arist own Label 2004 (NRW Vertrieb) EAN: 4025083230102, Gefördert von der Stiftung Brückner-Kühner
- AnniKa von Trier, Gerade jetzt! - Urbane Lieder (rotes Album), Live-Konzert im ORF RadioKulturhaus Wien 2017 EAN: 4260442210917
- AnniKa von Trier, Gerade jetzt! - Urbane Lieder (grünes Album), Live-Konzert mit dem Schlagzeuger Matthias Trippner in der Ufa-Fabrik Berlin 2021, EAN: 4260442211501

## Auszeichnungen
- 2017 Deutsch-französischer Chansonpreis
- 2017 Literaturstipendium im Künstlerhaus Schloss Wiepersdorf – Ministerium für Wissenschaft, Forschung und Kultur des Landes Brandenburg
- 2019 Nominiert für den Deutschen Hörspielpreis der ARD als Autorin des Hörspiels „Wer WAGENITZ, der nichts gewinnt!“ (RBB 2019, Regie: Heike Tauch)
- 2020 Sonderstipendium der Senatsverwaltung für Kultur und Europa, Berlin
- 2021 Stadtschreiberin zu Rheinsberg, Kurt-Tucholsky-Literaturmuseum